# Soundtrack to the Apocalypse
Soundtrack to the Apocalypse er et box set af Slayer med tre cd'er og en dvd (Standard Edition) eller fire cd'er og en dvd (Deluxe Edition). Deluxe Edition indeholder desuden et banner til væggen, et lamineret backstage pas og et 60 sider langt hæfte om bandets historie.

## Spor

### Disk 1
1. "Angel Of Death" – 4:50
2. "Criminally Insane (Remix)" – 3:07
3. "Postmortem" – 3:27
4. "Raining Blood" – 4:12
5. "Aggressive Perfector" – 2:28
6. "South Of Heaven" – 4:45
7. "Live Undead" – 3:50
8. "Silent Scream" – 3:05
9. "Mandatory Suicide" – 4:04
10. "Spill The Blood" – 4:49
11. "War Ensemble" – 4:51
12. "Dead Skin Mask" – 5:16
13. "Hallowed Point" – 3:24
14. "Born Of Fire" – 3:07
15. "Seasons In The Abyss" – 6:26
16. "Hell Awaits (Live)" – 6:49
17. "The Antichrist (Live)" – 3:11
18. "Chemical Warfare (Live)" – 5:25

### Disk 2
1. "Sex, Murder, Art." – 1:50
2. "Dittohead" – 2:30
3. "Divine Intervention" – 5:32
4. "Serenity In Murder" – 2:36
5. "213" – 4:51
6. "Can't Stand You" – 1:27
7. "Ddamn" – 1:01
8. "Gemini" – 4:51
9. "Bitter Peace" – 4:31
10. "Death's Head" – 3:29
11. "Stain Of Mind" – 3:24
12. "Disciple" – 3:35
13. "God Send Death" – 3:45
14. "New Faith" – 3:05
15. "In-A-Gadda-Da-Vida" (Iron Butterfly) – 3:16
16. "Disorder" med Ice T (Medley af 3 Exploited sange. Disorder, War & UK '82) – 4:56
17. "Memories Of Tomorrow" (Suicidal Tendencies) – 0:53
18. "Human Disease" – 4:20
19. "Unguarded Instinct" – 3:44
20. "Wicked" – 6:03
21. "Addict" – 3:41
22. "Scarstruck" – 3:31

### Disk 3: Shit You've Never Heard
1. "Ice Titan (Live)" – 4:18
2. "The Antichrist (Rehearsal)" – 2:53
3. "Fight Till Death (Rehearsal)" – 3:30
4. "Necrophiliac (Live)" – 5:00
5. "Piece By Piece (Rough Mix)" – 2:13
6. "Raining Blood (Live)" – 3:09
7. "Angel Of Death (Live)" – 4:58
8. "Raining Blood (Jeff Hanneman Home Recording)" – 2:00
9. "South Of Heaven (Jeff Hanneman Home Recording)" – 3:29
10. "Seasons In The Abyss (Live)" – 6:43
11. "Mandatory Suicide (Live)" – 3:59
12. "Mind Control (Live)" – 3:05
13. "No Remorse (I Wanna Die)" med Atari Teenage Riot – 4:15
14. "Dittohead (Live)" – 3:03
15. "Sex, Murder, Art. (Live)" – 2:22
16. "Bloodline (Live)" – 4:02
17. "Payback (Live)" – 6:39

### Disk 4: Shit You've Never Seen (DVD)
1. "Die By The Sword (Live)"
2. "Aggressive Perfector (Live)"
3. "Praise Of Death (Live)"
4. "Haunting The Chapel (Live)"
5. "Necrophobic (Live)"
6. "Reborn (Live)"
7. "Jesus Saves (Live)"
8. "War Ensemble (Live)"
9. "South Of Heaven (Live)"
10. "Dead Skin Mask (Live)"
11. "Gemini (Live)"
12. "Kerrang! Magazine Awards '96: Heaviest Band Award"
13. "EPK for Diabolus In Musica"
14. "Stain Of Mind"
15. "Bloodline (Live)"
16. "Disciple (Live)"
17. "God Send Death (Live)"

### Disk 5: Live at The Grove iAnaheim, CA,2. maj2002(Bloodpack, kun Deluxe Edition)
1. "Darkness Of Christ" – 1:48
2. "Disciple (Live)" – 4:30
3. "War Ensemble (Live)" – 5:40
4. "Stain Of Mind (Live)" – 3:59
5. "Postmortem (Live)" – 4:20
6. "Raining Blood (Live)" – 3:25
7. "Hell Awaits (Live)" – 7:14
8. "At Dawn They Sleep (Live)" – 7:44
9. "Dead Skin Mask (Live)" – 6:32
10. "Seasons In The Abyss (Live)" – 4:32
11. "Mandatory Suicide (Live)" – 5:13
12. "Chemical Warfare (Live)" – 7:00
13. "South Of Heaven (Live)" – 4:32
14. "Angel Of Death (Live)" – 6:18

## Musikere
- Tom Araya – Bas, Sang
- Jeff Hanneman – Lead guitar
- Kerry King – Lead guitar
- Dave Lombardo – Trommer på Disk 1 spor 1-18, Disk 2 spor 15, Disk 3 spor 1-7, 10-11 og 17, Disk 4 spor 1-10 og 15-17, Disk 5 spor 1-14
- Paul Bostaph – Trommer på Disk 2 spor 1-14 og 16-22, Disk 3 spor 12 og 14-15, Disk 4 spor 14
- Jon Dette – Trommer på Disk 4 spor 11